# Люлякова, Ирина Васильевна
Ири́на Васи́льевна Люля́кова (3 февраля 1945 года, Москва) —— бывшая советская фигуристка, выступавшая в одиночном разряде. Позднее тренер по фигурному катанию. Мастер спорта СССР. Первая  одиночница СССР (вместе с Татьяной Немцовой), принявшая участие в чемпионате Европы (1959 год). Серебряный призёр чемпионата СССР 1962 года. Первая из советских фигуристок исполнившая двойной аксель.

## Биография
Родилась в 1945 году, в Москве. Отец — заслуженный мастер спорта СССР по греко-римской борьбе.
Начала заниматься фигурным катанием, в 1952 году, на Стадионе Юных Пионеров, затем в ДСО «Труд».
В 1962—1963 году солистка Московского государственного балета на льду.
С 1963 года солистка Московского цирка на льду.
C 1967 года старший тренер ДСО «Труд».
В 1973 году родилась дочь Мария Аниканова, известная российская актриса.
С 1977 до 1992 года старший тренер школы фигурного катания на коньках АЗЛК.
В 1992 уехала во Францию, где работала детским тренером.
В 2011 вернулась в Россию.

## Спортивные достижения
| Соревнования                                       | 1958—1959 | 1959—1960 | 1960—1961 | 1961—1962 |
| -------------------------------------------------- | --------- | --------- | --------- | --------- |
| Чемпионаты Европы                                  | 27        |           |           |           |
| Чемпионаты СССР                                    |           | 4         |           | 2         |
| Первенство СССР среди юниоров                      | 1         |           |           |           |
| Спартакиады народов СССР                           |           |           |           | 2         |
| Спартакиады народов РСФСР                          |           |           | 4         |           |
| Соревнования сильнейших фигуристов СССР            |           |           |           | 2         |
| Всесоюзные соревнования на приз имени Н. А. Панина |           | 2         |           |           |